# Dicrolene introniger
Dicrolene introniger är en fiskart som beskrevs av Goode och Bean, 1883. Dicrolene introniger ingår i släktet Dicrolene och familjen Ophidiidae. Inga underarter finns listade i Catalogue of Life.